# Syndrome VEXAS
 (janvier 2023).
 Mise en garde médicale
Le syndrome VEXAS est une maladie autoinflammatoire de l'adulte affectant principalement les hommes, causée par une mutation somatique du gène UBA1 (en) dans les cellules souches hématopoïétiques,,,,. Le nom VEXAS est un acronyme dérivé des caractéristiques fondamentales de la maladie :
- V : les vacuoles sont souvent identifiées dans les cellules souches de la moelle osseuse des patients présentant le syndrome VEXAS ;
- E : l'enzyme 1 activant le modificateur de type ubiquitine (en) codée par le gène UBA1 est mutée chez les patients ;
- X : le gène UBA1 muté est situé sur le chromosome X, et du fait qu'il est récessif[7], la maladie touche quasi exclusivement des individus porteurs de la paire de chromosomes XY et est dite « liée à l'X » ;
- A : les patients atteints du VEXAS présentent un large éventail de conditions autoinflammatoires ;
- S : les mutations qui causent VEXAS sont somatiques, ce qui signifie qu'elles sont acquises tout au long de la vie, non héréditaires, et incapables d'être transmises à sa progéniture.

## Signes et symptômes
La maladie survient à la fin de l'âge adulte (généralement après l'âge de 50 ans) et provoque à la fois des symptômes autoinflammatoires et hématologiques. La fièvre et les affections cutanées, en particulier les éruptions cutanées ressemblant à celles observées dans le syndrome de Sweet, sont des signes courants. D'autres affections autoinflammatoires pouvant survenir chez les personnes atteintes du syndrome VEXAS comprennent l'œdème de Quincke périorbitaire, l'uvéite et la sclérite, la polychondrite atrophiante et la périartérite noueuse. L'inflammation peut également affecter les poumons,. Les problèmes hématologiques comprennent l'anémie macrocytaire, une faible numération plaquettaire et une prédisposition à développer des hémopathies malignes (en), en particulier le syndrome myélodysplasique. À l'examen de la moelle osseuse, les personnes atteintes de la maladie présentent des vacuoles anormales dans les cellules précurseures des lignées myéloïde et érythroïde.

## Épidémiologie
Du fait de sa cause (mutation sur le chromosome X), ce syndrome concerne presque uniquement les hommes. Il peut concerner exceptionnellement les femmes si les deux chromosomes X sont concernés ou en cas de monosomie X (syndrome de Turner).
Aux États-Unis, environ 13 200 hommes et 2 300 femmes de plus de 50 ans seraient atteints du syndrome VEXAS.
En France en 2021, 116 personnes ont été diagnostiquées. 96 % étaient des hommes et l'âge médian était de 71 ans.

## Évolution et traitement
Le syndrome VEXAS s'aggrave avec le temps et entraine un taux de mortalité élevé. Les symptômes peuvent être gérés avec une corticothérapie à forte dose, mais cela peut entrainer des effets indésirables graves et les symptômes réapparaissent généralement après la diminution de la posologie. Pour cette raison, des traitements alternatifs sont à l'étude (2021),.
Le mécanisme moléculaire du syndrome VEXAS reste incompris (2023).

## Historique
Le syndrome a été identifié par une équipe multidisciplinaire de cliniciens et de scientifiques dirigée par David B. Beck, Peter Grayson et Daniel L. Kastner,. Il a été signalé pour la première fois dans le New England Journal of Medicine en octobre 2020, où Beck et al. ont écrit : « En utilisant une approche axée sur le génotype, nous avons identifié un trouble qui relie des syndromes inflammatoires de l'adulte apparemment sans rapports ». Un éditorial du même numéro décrit le travail comme une découverte qui « est d'une importance immédiate pour les rhumatologues et a des conséquences de grande envergure d'intérêt clinique général. Il s'appuie sur des découvertes antérieures suggérant que la mutation somatique postzygotique pourrait être une cause plus fréquente de maladies humaines qu'on ne le reconnaissait auparavant ».
En 2022, l'American Society of Hematology (en) considère la découverte du VEXAS comme « la principale avancée de l'année pour les diagnostics liés à l'hématologie », et que la recherche sur le VEXAS améliorerait potentiellement la classification des maladies auto-immunes récurrentes hématologiques (basées sur le sang) et de l'adulte telles que la polychondrite atrophiante.
Depuis que VEXAS a été décrit pour la première fois en 2020, on observe un engouement mondial pour essayer d'expliquer la maladie. En 2022, l'Institut national du cancer américain a annoncé un essai clinique de trois ans pour évaluer la greffe de cellules souches comme traitement possible. Des scientifiques, dont David B. Beck, l'un des découvreurs, de la Grossman School of Medicine de l'Université de New York et de NYU Langone Health (en), poursuivent activement les recherches sur la maladie,,,.